# فاسا بورتولو
فاسا بورتولو (ایتالیایی: Fassa Bortolo) یک تیم دوچرخه‌سواری در ایتالیا بوده است.
این تیم در سال ۲۰۰۰ تأسیس و در سال ۲۰۰۵ منحل شده است. دوچرخه‌سواران سرشناسی همچون آلساندرو پتاکی و فابیان کانچلارا عضو این تیم بوده‌اند.

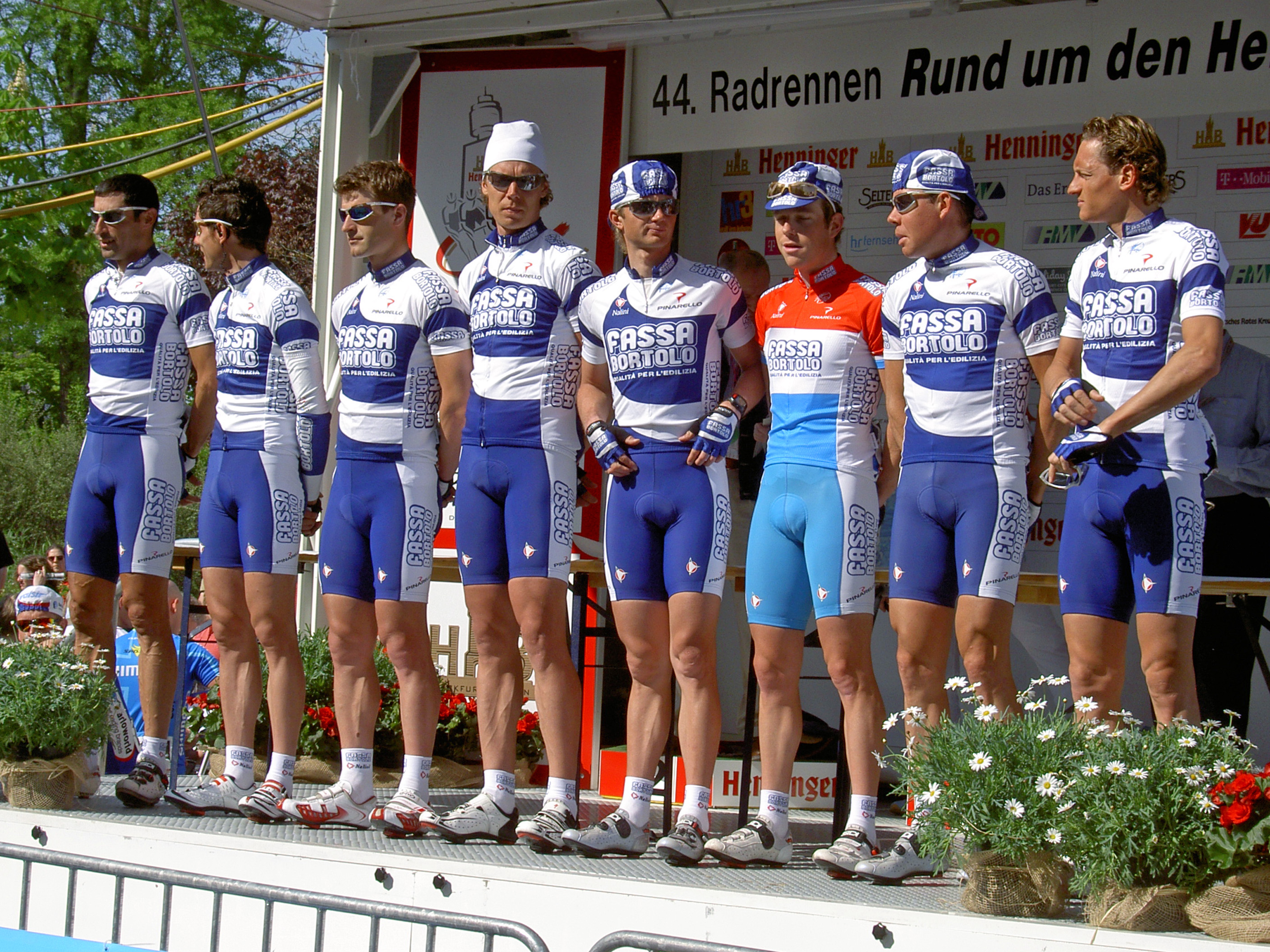
تیم فاسا بورتولو، ۲۰۰۵